# Dalaca tapuja
Dalaca tapuja é uma espécie de mariposa da família das Hepialidae. Espécie típica da Colômbia.